# Friedrich Heinrichsen
Friedrich Heinrichsen (* 24. November 1901 in Passau; † 14. November 1980 in Traunstein) war ein deutscher Typograf, Grafiker und Textdichter.
Er schuf zahlreiche grafische und typografische Arbeiten sowie eine Reihe prunkvoller Wandteppiche als Vertreter der Offenbacher Schule. Er entwarf die im Krieg verloren gegangene und mittlerweile digital rekonstruierte Heinrichsen-Kanzlei, die in Boston, Paris und Edinburgh ausgestellt wurde. Als Lehrer für Typografie entwickelte er auch unter anderem die Schriftart Gotenburg und begründete die „Hannoversche Schreibwerkstatt“.
Heinrichsen war eng befreundet mit dem Grafiker und Illustrator Fritz Kredel, mit Karl Vollmer, dem Verleger Otto Weitbrecht, dem Komponisten Kurt Brüggemann und, nach dem Krieg, dem niedersächsischen Landesbischof Johannes Lilje. Er war Meisterschüler von Rudolf Koch und langjähriger Assistent in dessen Meisterwerkstatt in Offenbach am Main.

## Leben
Heinrichsen beschäftigte sich bereits in seiner Kindheit mit Typographie. Seine Ausbildung erfolgte von 1919 bis 1922 an der Technischen Lehranstalt Offenbach bei Professor Enders und Rudolf Koch. In dieser Zeit entwickelte er neben dem Studium zahlreiche Kasperletheater-Stücke. Während der Weltwirtschaftskrise 1922/23 schlug er sich mit dem Schreiben von Stammbäumen für Pferde und Zuchtbullen durch, war 1923 auch bei Otto Weitbrecht in dessen Stuttgarter Verlagen tätig. 1924 wurde er erster Assistent von Rudolf Koch in dessen Meisterwerkstatt. Dort entstand die Freundschaft mit Fritz Kredel, die zu zahlreichen gemeinsamen Buchausgaben führte.
1925 heiratete Heinrichsen die Millöcker-Enkelin Marianne Saliger. 1926 kam das erste Kind Anselm zur Welt, 1928 der Sohn Felix. In dieser Zeit arbeitete er als Werbegrafiker für die Verlage Otto Weitbrechts und hatte Lehrtätigkeiten am hessischen Gewerbemuseum, in der Kunstgewerbeschule Offenbach und im internationalen Institut für Werkunterricht Mainz.
Der Kunstsammler Siegfried Guggenheim ermöglichte ihm einige internationale Ausstellungen. In der Folge wurde ihm 1929 ein Lehrstuhl an der Kunstgewerbeschule Hannover angeboten. In den 1930er Jahren lehrte er dort, hatte Verantwortung für den gesamten Schriftbereich der Schule, daneben war er Lehrer an der Technischen Hochschule Hannover und in der Werbefachschule, außerdem war er im Buchdruckerverband aktiv. Zwischen 1933 und 1939 wurden drei weitere Söhne geboren. Als Gebrauchsgrafiker entwarf er in dieser Zeit Urkunden, Theater- und Opern-Plakate, Zeitungsköpfe, Urkunden zu den Olympischen Spielen, Glockenbeschriftungen usw. Während des Zweiten Weltkriegs war er Soldat. Während des Krieges ging fast sein gesamtes Werk verloren. Friedrich Heinrichsen war kein Anhänger des nationalsozialistischen Regimes. Sein bester Freund Fritz Kredel musste vor dem Regime nach Amerika fliehen und wurde dort berühmt. Friedrich Heinrichsen selbst fürchtete um das Leben seiner Frau, die in zweiter Generation aus der unehelichen Verbindung Karl Millöckers mit einer jüdischen Wiener Bürgerstochter stammte.
Nach dem Krieg engagierte sich Heinrichsen beim Wiederaufbau der Landeshauptstadt und der Werkkunstschule Hannover, organisierte die erste Lutherischen Weltbundtagung und andere bedeutende Veranstaltungen und schuf zahlreiche grafische und schriftgrafische Arbeiten für Industrie-Werbung (Bahlsen, Sprengel, Günther Wagner), Verlage und Kirchen. Die kirchlichen Aufträge umfassten auch Glockengestaltungen. Zeitweise übernahm Heinrichsen die kommissarische Leitung der Werkkunstschule. Nach dem Verlust seiner Werke im Krieg und der Zerstörung seines Hauses in Anderten bei Hannover verstarb sein ältester Sohn Anselm bei einem Unfall. Nach seiner Pensionierung 1959 zog Heinrichsen nach Bayern in die Nähe von Burghausen. 1960 stellte er in Edinburgh (Schottland) seine Arbeiten aus. Danach führten die Mitglieder der hannoverschen Schreibwerkstatt seine Arbeit in Norddeutschland fort. Nach wie vor pflegte er regen Kontakt mit Künstlern, Schriftstellern und Komponisten, konnte aber als Protestant im katholischen Oberbayern nur schwer neue Schaffens-Beziehungen knüpfen. Dafür war die Zusammenarbeit mit Kurt Brüggemann umso intensiver, die zu einem Dutzend Singspielen für den Bayerischen Rundfunk-Kinderchor führte.
1980 verstarb Heinrichsen im Alter von 78 Jahren in Traunstein.

## Familie
Heinrichsen war mit Marianne Saliger, einer Enkelin des Komponisten Karl Millöcker, verheiratet. Seine Enkel sind die Theaterregisseurin und Musikdozentin Doris Heinrichsen und der Schriftsteller und Interpret moderner Musik-Komposition Peter Heinrichsen.
Heinrichsen war der Enkel von Wilhelm Heinrichsen, dem Begründer der Nürnberger Zinnfigurenfabrik, die heute unter dem Namen Ernst Heinrichsen fortgeführt wird.

## Werk
künstlerische Vita von Friedrich Heinrichsen:
- 1923–1924 Urkunden (Landwirtschaftsschule Passau), Praktikum im Thienemann-Verlag Stuttgart. Beginn einer jahrzehntelangen Zusammenarbeit in Form von Buchausstattungen; Lithografierte Rubriken für die Jubiläumsausgabe „Die Heilige und ihr Narr“, Steinkopf-Verlag, Stuttgart
- 1924–1929 Erster Assistent von Rudolf Koch in dessen neu gegründeter Schreibwerkstatt in Offenbach. Lehrtätigkeit, Putzarbeiten in den Entwürfen von Koch. Freelance-Tätigkeit in Werbung (für die Verlage Otto Weitprechts) und Druckgewerbe. Grundsteinlegungsurkunden für Klöster und Kirchen, Glockeninschriften, Plakate für die „Pressa“, Köln, Beschickung der Ausstellung des Vereins Deutscher Buchkünstler in Leipzig, Schriftführer im Verein für Kunstpflege Offenbach, gewinnt Dr. Guggenheim als Mäzen. Ausstellungen in Boston, Paris, Edinborough, Lehrtätigkeit am Hessischen Gewerbemuseum und im internationalen Institut für Werkunterricht in Mainz.
- 1929 Berufung an die Kunstgewerbeschule Hannover als Lehrer für Typografie (der heutige Fachbereich Mediendesign an der Fachhochschule Hannover)
- 1930–1931 Gestaltung Hoffmanns Schriftatlas, Stuttgart, Ausstellungen Hannover, Berlin (mit dem Schriftmuseum Rudolf Blanckertz, Berlin)
- 1930 Atlas Roman, National Display Alphabet Co., Boston, Schriftzeichnung
- 1931: Heinrichsen Kanzlei; J. D. Trennert, Vorarbeiten und Werkzeichnung, ging im Krieg verloren, digital rekonstruiert
- 1932–1934 Ehrenurkunden Stadt Hannover, Mitarbeit am „Niedersachsen-Atlas“, Mitarbeit an der illustrierten Niedersachsen-Karte von Prof. Horrmeyer, Gestaltung der Sonnenuhr im Hermann-Löns-Park, Hannover (Zeichnung in Messing geätzt), Beschriftung der Maschsee-Säule, Hannover, Ausstellungsaufbau Land Niedersachsen, Urkunden für den Sarg Hermann Löns, Stadt Göttingen etc.
- 1935: Gotenburg A halbfett, Gotenburg B halbfett; D. Stempel AG
- 1935–1938 Urkunden historische Kommission Hannover, Landesbibliothek Niedersachsen, Organisationskomitee der Olympiade, Technische Hochschule Hannover, Siegel, Ausstattungen für Wilhelm-Busch-Museum, Kästnergesellschaft, Ausstattung Friedhofskapelle Bremerhaven, Glockenbeschriftung Gethsemane-Gemeinde Hannover, Werbung Sonderausgabe Reemtsma zur Olympiade, Inserate, Werbegrafik Günther Wagner, Bahlsen, Theaterplakate für Oper und Volksbühne Hannover, Kinderbuch-Veröffentlichung: „Der Kasperl kommt“, Atlantis-Verlag, Potsdam, Entwürfe von Zeitungsköpfen für Hannoversche Blätter, Diepholzer Zeitung, kirchliche Zeitschriften und Gemeindeblätter, Marktredwitz, Vorarbeiten an der großen illustrierten Weltkarte für Müller und Kiepenheuer „Die Verteilung der Güter der Welt“, Gründung der hannoverschen Schriftwerkstatt nach dem Vorbild der Offenbacher Werkstatt von Rudolf Koch

- 1936: Gotenburg A, Gotenburg B; D. Stempel AG
- 1937: Gotenburg A fett, Gotenburg B fett; D. Stempel AG

- 1941–1942 Graphische Bestandsaufnahmen hannoverscher Prunkbauten, besonders des Leibniz-Hauses, Künstlerische Leitung der hannoverschen Friedhöfe mit der hannoverschen Schriftwerkstatt
- 1942: Moguntia; D. Stempel AG (unveröffentlicht)
- 1943 Verlust fast sämtlicher Originale und Belegexemplare durch den Brand des Dachstuhls der Werkkunstschule nach einem Bombenangriff.

- 1946 nach der Rückkehr aus Kriegsgefangenschaft Mitarbeit in sämtlichen Planungsausschüssen der Stadt Hannover und des Landeskirchenamtes, behelfsmäßiger Aufbau der Werkkunstschule
- 1947–1951 Mitbegründer der ev.-luth. Zeitung „Die Botschaft“, Ausstattung und künstlerische Leitung der Zeitung mit einer Auflage von 200.000, Einsatz beim Neuaufbau und der Renovierung von ca. 40 Kirchen, Kapellen und Andachtsräumen, darunter das große Geläute der Marktkirche in Hannover, Urkunden für Stadt und Kirche, Siegelsachverständiger der Landeskirche, Mitwirkung am Wiederaufbau der Michaeliskirche in Hildesheim und an der Schlosskirche in Hannover, Beschriftung der Seitenflügel des Cranach-Altars
- 1952–1958 Beschriftung der Constructa-Ausstellung Hannover, Schuleinsatz beim Aufbau der ersten Hannover-Messe, Service-Bemalung für Arzberg-Porzellan, Gründung des Paramentenvereins im Kloster Marienwerder, Glockenbeschriftung Bischofskirche, Hannover, Schrift für den Knauf der Turmkirche, Ausstattung der ev. Notkirche in Linz, Gesamtausstattung der Kirche in Bente, Hannover, zwei Glasfenster, Wandschmuck, Antepedien, Leuchter, Malerei über der Orgelwand, Werkzeichnung für die Schrift auf dem Monumentalstein Kurt Schumachers, Glockenentwurf Marktredwitz, Flügelaltar im Saal des ev. Frauenwerks, Gestaltung des Schmuckgesangbuchs der Hannoverschen Landeskirche, Glasfenster St.-Marien-Kirche Lübeck, Ausstattung Friedhofskapelle Dorfmark, Werbung für Sprengel, Bahlsen, Günther Wagner, Herausgabe „Schriftvorlagen für den Fachgebrauch“, Curt R. Vincentz-Verlag, Hannover, Theaterplakate Flensburg,
- 1959 Ende der hannoverschen Periode, Übersiedlung nach Wolkersdorf bei Traunstein
- 1960 Ausstellung: The National Library of Scotland, International Calligraphy and Lettering, Edinborough
- 1961–1973 12 Singspiele als Textdichter mit dem Komponisten Kurt Brüggemann für den Bayerischen Rundfunk, Mitarbeit an verschiedenen Museumsanstalten, Zinnfigurengestaltung, Urkunde für das Institut der Wirtschaftsprüfer in Deutschland, Börsenverein des deutschen Buchhandels, Deutsche Bank, Mitarbeit am Lehrbuch der Druckindustrie (zwölf Alphabete), Grabsteingestaltungen
- 1974 „Leben eines Schriftkünstlers“, Autobiographie, Selbstverlag Traunstein

1980 geht nach dem Tod Friedrich Heinrichsens sein gesamtes vorhandenes Werk mit zahlreichen prachtvollen Wandteppichen – nach zwei Gedächtnisausstellungen in Hildesheim und Traunstein – in den Bestand des Klingspor-Museums in Offenbach über.